# Kabinett Lee Hsien Loong V
Das Kabinett Lee Hsien Loong V bildete vom 27. Juli 2020 bis zum 15. Mai 2024 die Regierung von Singapur. Es wurde nach der Parlamentswahl 2020 gebildet. Anschließend wurde es vom Kabinett Lawrence Wong I abgelöst.

## Kabinettsmitglieder
| Amt | Minister | Minister            |
| --- | -------- | ------------------- |
| Premierminister |          | Lee Hsien Loong     |
| Stellvertretender Premierminister und Koordinierender Minister für Sozial- und Wirtschaftspolitik                       |          | Heng Swee Keat      |
| Stellvertretender Premierminister und Minister für Finanzen                                                             |          | Lawrence Wong       |
| Senior Minister und koordinierender Minister für nationale Sicherheit                                                   |          | Teo Chee Hean       |
| Ministerin im Büro des Premierministers, zweite Ministerin für nationale Entwicklung und zweite Ministerin für Finanzen |          | Indranee Rajah      |
| Minister im Büro des Premierministers, zweiter Minister für auswärtige Angelegenheiten und zweiter Minister für Bildung |          | Maliki Osman        |
| Minister für Arbeitskräfte                                                                                              |          | Tan See Leng        |
| Minister für Verkehr und zweiter Minister für Finanzen                                                                  |          | Chee Hong Tat       |
| Minister für Kultur, Gemeinschaft und Jugend und zweiter Minister für Justiz und Recht                                  |          | Edwin Tong          |
| Minister für Verteidigung                                                                                               |          | Ng Eng Hen          |
| Minister für auswärtige Angelegenheiten                                                                                 |          | Vivian Balakrishnan |
| Minister für Handel und Industrie                                                                                       |          | Gan Kim Yong        |
| Minister für Inneres und Minister für Justiz und Recht                                                                  |          | K. Shanmugam        |
| Minister für Kommunikation und Information                                                                              |          | Josephine Teo       |
| Minister für nationale Entwicklung und zweiter Minister für Soziales und familiäre Entwicklung                          |          | Desmond Lee         |
| Minister für Soziales und familiäre Entwicklung und zweiter Minister für Gesundheit                                     |          | Masagos Zulkifli    |
| Ministerin für Nachhaltigkeit und Umwelt                                                                                |          | Grace Fu            |
| Minister für Bildung |          | Chan Chun Sing      |
| Minister für Gesundheit                                                                                                 |          | Ong Ye Kung         |